# Belathur, Maddur
Belathur là một làng thuộc tehsil Maddur, huyện Mandya, bang Karnataka, Ấn Độ.